# Jochimsee
Der Jochimsee ist ein Stillgewässer in Heppenheim im Landkreis Bergstraße in Hessen.
Der Jochimsee befindet sich am Nordrand von Heppenheim und ist circa 330 m lang und circa 175 m breit, seine Wasserfläche misst circa 6 ha.